# Peter Collins
Peter Collins (Kidderminster, Worcestershire, 6 de novembro de 1931 — Bonn, 3 de agosto de 1958) foi um piloto britânico de Fórmula 1.
Nasceu a 6 de Novembro de 1931 em Kiddermaster, no Worcestershire. Era filho de um vendedor de automóveis bem sucedido, e começou a sua carreira logo depois do final da II Guerra Mundial. Sendo contemporâneo de Stirling Moss, ambos começaram na Fórmula 3, categoria onde dominavam os motores de 500 cc, montados por vários construtores como Cooper ou HWM. Foi aliás com esta última equipa que Collins começou a tentar a sua sorte na Fórmula 1 aos 21 anos, em 1952, sem resultados de relevo. Em 1954, foi para a Vanwall, mas os resultados também foram precários, sem colocar o seu carro nos pontos. A mesma coisa aconteceu em 1955, desta vez a bordo de um Maserati 250, inscrito pela BRM.
Contudo, os seus dotes de pilotagem fizeram com que fosse contratado por Enzo Ferrari para guiar um dos seus carros para a temporada de 1956. E foi aí que Collins mostrou toda a sua habilidade como piloto e quase foi campeão do mundo. Começou por ser segundo no Mónaco, para logo depois ganhar na Belgica e em França, vitórias essas que só não foram surpreendentes para quem conhecia os seus dotes de condução.
Após isso, Collins foi segundo em Silverstone, e chegou à ultima prova do campeonato, em monza, numa posição em que poderia ser campeão do Mundo. Nessa corrida, Fangio estava a liderar, quando teve um problema na coluna de direcção, e teve que encostar à box. A equipa ordenou a Luigi Musso para que cedesse o lugar a Fangio, mas o italiano recusou. Contudo, o piloto argentino teve carro para prosseguir a corrida e alcançar o título. Cedido exatamente por seu rival, Peter Collins.
Mais tarde, quando a corrida terminou, e Fangio celebrava o seu segundo lugar da corrida (vencida por Stirling Moss) e conseguia os pontos suficientes para ser campeão do mundo pela quarta vez, perguntou-se a Collins o porquê deste gesto de aparente "fair-play". A resposta foi simples: "Sou demasiado novo para ser Campeão do Mundo". Caso tivessem sido aplicadas as regras de hoje, Collins teria sido o campeão do mundo mais novo de sempre até 2005, altura em que Fernando Alonso conquistou o seu primeiro título mundial. Nesse ano, Collins obteve duas vitórias, cinco pódios e 25 pontos no campeonato, terminado no terceiro lugar.
Em 1957, Collins tem um novo companheiro de equipa: o seu compatriota Mike Hawthorn. Os dois estabelecem de imediato uma empatia nas pistas e fora delas, uma amizade que durará até ao fim. Hawthorn chamava-o de "mon ami mate". Pela mesma altura, Collins conhece e casa-se com uma herdeira americana, de seu nome Louise King, e viviam juntos uma vida de "jet set" No Mónaco, onde o casal tinha um iate. Contudo, a temporada de 1957 foi má, em comparação com a anterior. O melhor que Collins teve foram dois terceiros lugares em Reims e Aintree. no final da temporada, Collins foi nono no campeonato, com oito pontos, e dois pódios.
Em 1958, a Ferrari conseguiu um modelo melhor: o Dino 246. Collins e Hawthorn sabiam que tinham um carro para competir com os Vanwall e os emergentes Cooper de motor traseiro, que tinham surpreendido o mundo da Fórmula 1 ao ganhar as duas primeiras corridas do campeonato, em Buenos Aires e no Mónaco, com Stirling Moss e Maurice Trintignant ao volante. Tinha sido terceiro no Mónaco, e só voltou a pontuar em Reims, acabando a corrida na quinta posição.
E em Silverstone, com Collins no sexto lugar da grelha, disparou logo para a primeira posição, e não mais a largou até ao final da corrida. Era a sua terceira vitória na sua carreira, e tudo indicava que poderia ser o clique que precisava para disputar pela segunda vez na sua carreira o título mundial, com o seu maior rival, o "mon ami mate", Mike Hawthorn.
A prova seguinte era no temido "Inferno Verde", o circuito alemão de Nurburgring. Nos treinos, Collins foi quarto, e no dia da corrida, a 3 de agosto de 1958, Collins e Hawthorn perseguiram até à décima volta o Vanwall do seu compatriota Tony Brooks, uma perseguição incessante que terminou em tragédia. Nessa décima volta, Brooks liderava, com Collins em segundo e Hawthorn em terceiro. Então, quando os três pilotos chegaram a Pflanzgarten, o carro de Collins fez a curva demasiado largo e bateu numa vala, desaparecendo da vista de Hawthorn, que ia logo atrás. O inglês foi cuspido para fora do carro e embateu contra uma árvore, causando traumatismos graves na cabeça. Transportado de imediato para Colónia, o inglês morreria no final dessa tarde, aos 26 anos.
Apesar de não ter terminado a temporada de 1958, nesse ano ganhou uma corrida e conseguiu dois pódios, terminando na sexta posição, totalizando 14 pontos. Quanto à sua carreira na Fórmula 1, o resumo é este: 35 Grandes Prémios, em sete temporadas (1952-58), três vitórias, nove pódios, 47 pontos no total.
Peter Collins era um excelente piloto, e tinha tudo que era necessário para ser Campeão do Mundo. Essa tinha sido a segunda morte do ano no pelotão da Fórmula 1, algumas semanas depois de Luigi Musso, em Reims, na França. E foi nesse dia que Mike Hawthorn, que tinha visto "mon ami mate" morrer à sua frente, decidiu abandonar a Fórmula 1 no final da época, independentemente de conseguir ou não o título mundial. Cumpriu a promessa.

## Todos os Resultados na Fórmula 1
(legenda; * Corridas em parceria)
| Ano  | Equipe                    | Chassis            | Motor    | 1       | 2       | 3       | 4       | 5       | 6       | 7         | 8       | 9       | 10  | 11  | Posição | Pontos |
| ---- | ------------------------- | ------------------ | -------- | ------- | ------- | ------- | ------- | ------- | ------- | --------- | ------- | ------- | --- | --- | ------- | ------ |
| 1952 | HW Motors                 | HWM 52             | Alta     | SUI Ret | 500     | BEL Ret | FRA 6   | GBR Ret | GER DNS | NED       | ITA DNQ |         |     |     | NC      | 0      |
| 1953 | HW Motors                 | HWM 53             | Alta     | ARG     | 500     | NED 8   | BEL Ret | FRA 13  | GBR Ret | GER       | SUI     | ITA     |     |     | NC      | 0      |
| 1954 | G A Vandervell            | Vanwall Special    | Vanwall  | ARG     | 500     | BEL     | FRA     | GBR Ret | GER     | SUI       | ITA 7   | ESP DNS |     |     | NC      | 0      |
| 1955 | Owen Racing Organisation  | Maserati 250F      | Maserati | ARG     | MON     | 500     | BEL     | NED     | GBR Ret |           |         |         |     |     | NC      | 0      |
| 1955 | Officine Alfieri Maserati | Maserati 250F      | Maserati |         |         |         |         |         |         | ITA Ret   |         |         |     |     | NC      | 0      |
| 1956 | Scuderia Ferrari          | Ferrari 555        | Ferrari  | ARG Ret |         |         |         |         |         |           |         |         |     |     | 3º      | 25     |
| 1956 | Scuderia Ferrari          | Lancia-Ferrari D50 | Ferrari  |         | MON 2*  | 500     | BEL 1   | FRA 1   | GBR 2 * | GER Ret * | ITA 2 * |         |     |     | 3º      | 25     |
| 1957 | Scuderia Ferrari          | Lancia-Ferrari D50 | Ferrari  | ARG 6 * |         |         |         |         |         |           |         |         |     |     | 9º      | 8      |
| 1957 | Scuderia Ferrari          | Ferrari 801        | Ferrari  |         | MON Ret | 500     | FRA 3   | GBR 4 * | GER 3   | PES       | ITA Ret |         |     |     | 9º      | 8      |
| 1958 | Scuderia Ferrari          | Ferrari Dino 246   | Ferrari  | ARG Ret | MON 3   | NED Ret | 500     | BEL Ret | FRA 5   | GBR 1     | GER Ret | POR     | ITA | MOR | 5º      | 14     |

## Outros resultados

### 24 Horas de Le Mans
| Ano  | Equipe            | Co-piloto       | Carro             | Classe | Voltas | Pos.         | Class Pos.   |
| ---- | ----------------- | --------------- | ----------------- | ------ | ------ | ------------ | ------------ |
| 1952 | Aston Martin Ltd. | Lance Macklin   | Aston Martin DB3  | S3.0   |        | DNF Acidente | DNF Acidente |
| 1953 | Aston Martin Ltd. | Reg Parnell     | Aston Martin DB3S | S3.0   | 16     | DNF Acidente | DNF Acidente |
| 1954 | David Brown       | ”Príncipe Bira” | Aston Martin DB3S | S3.0   | 137    | DNF Acidente | DNF Acidente |
| 1955 | Aston Martin Ltd. | Paul Frère      | Aston Martin DB3S | S3.0   | 302    | 2º           | 1º           |
| 1956 | David Brown       | Stirling Moss   | Aston Martin DB3S | S3.0   | 299    | 2º           | 1º           |
| 1957 | Scuderia Ferrari  | Phil Hill       | Ferrari 335 S     | S3.0   | 2      | DNF Motor    | DNF Motor    |
| 1958 | Scuderia Ferrari  | Mike Hawthorn   | Ferrari 250 TR 58 | S3.0   | 112    | DNF Clutch   | DNF Clutch   |

### Mille Miglia
| Year | Team                 | Co-Drivers        | Car               | Class | Pos.            | Class Pos.      |
| ---- | -------------------- | ----------------- | ----------------- | ----- | --------------- | --------------- |
| 1953 | Aston Martin Lagonda | Mike Keen         | Aston Martin DB3  | S+2.0 | 16th            | 10th            |
| 1954 | David Brown          | Pat Griffith      | Aston Martin DB3S | S+2.0 | DNF Acidente    | DNF Acidente    |
| 1955 | Aston Martin Ltd.    |                   | Aston Martin DB3S | S+2.0 | DNF Con rod     | DNF Con rod     |
| 1956 | Scuderia Ferrari     | Louis Klementaski | Ferrari 860 Monza | S+2.0 | 2º              | 2º              |
| 1957 | Scuderia Ferrari     | Louis Klementaski | Ferrari 335 S     | S+2.0 | DNF Drive shaft | DNF Drive shaft |